# Atlético Petróleos Luanda
Atlético Pétróleos Luanda, ook wel bekend als Petro Atlético Luanda is een Angolese voetbalclub uit de hoofdstad Luanda.
De club won zijn eerste titel in 1982 en was daarna ook erg succesvol. 4 spelers van de club waren opgenomen in de selectie om het Angolees voetbalelftal te vertegenwoordigen op het Wereldkampioenschap voetbal 2006.

## Erelijst
Landskampioen
(18x) in 1982, 1994, 1986, 1987, 1988, 1989, 1990, 1992, 1994, 1995, 1997, 2000, 2001, 2008, 2009, 2022, 2023, 2024, 2025
Beker van Angola
winnaar (15x) in 1987, 1992, 1993, 1994, 1997, 1988, 2000, 2002, 2012, 2013, 2017, 2021, 2022, 2023, 2024
finalist (3x) in 1990, 1991, 2014
Supercup
winnaar (5x) in 1988, 1993, 1994, 2002, 2013
CAF Cup
finalist in 1997
1° de Agosto ·
1° de Maio ·
Atlético Sport Aviação ·
Benfica Luanda ·
CR Caála · 
CD Huíla · 
GD Interclube · 
Kabuscorp SC ·
Recreativo do Libolo ·
Atlético Petróleos Namibe ·
Onze Bravos ·
Petro Atlético ·
Porcelana FC ·
Progresso do Sambizanga ·
GD Sagrada Esperança ·
Santos FC